# Sighvatur Sturluson
Sighvatr Sturluson (1170 – 1238) è stato un poeta islandese oltre che un goði.
Apparteneva alla potente famiglia degli Sturlungar ed era fratello maggiore dello storico Snorri Sturluson.

## Biografia
Sighvatr crebbe a Hvammur, nel Vesturland, e nel 1215 si trasferì nell'Eyjafjörður, per la precisione a Grund, dove divenne capo di alcuni distretti.Sposò Halldóra Tumadóttir, sorella di Kolbeinn Tumason e membro della famiglia Ásbirningar. Il matrimonio, di puro interesse politico, non portò tuttavia a una riconciliazione tra le due famiglie. Il 21 agosto 1238 le due fazioni si affrontarono nella battaglia di Örlygsstaðir. Sighvatr ebbe da Halldóra vari figli tra cui Sturla, che morì in battaglia insieme al padre.
Come il fratello Snorri, fu una figura importante nell'Islanda del tempo.
Della sua attività di scaldo si conoscono soltanto due strofe, conservatesi nella Sturlunga saga: una parla dell'uccisione di Hallr Kleppjárnsson da parte di Kálfr Guttormsson in 1212, mentre l'altra riporta un sogno che lo stesso Sighvatr fece prima della propria morte in battaglia.